# Fàbrica Marfà
La Fàbrica Marfà és un edifici de Santa Eugènia de Ter (Girona) inclòs a l'Inventari del Patrimoni Arquitectònic de Catalunya.

## Història
La filatura està documentada a partir de l'any 1819 sota la raó social Mallol i Cia, i el seu impulsor fou Joan Rull i Arnabach. Es construí a la mateixa séquia Monar per tal d’aprofitar-ne la força motriu, primer a través de rodes hidràuliques i, a partir de 1874-1875, de turbines fabricades per l'empresa gironina Planas, Junoy i Cía. En aquesta època, Jaume Ferrer i Cabanes va comprar la fàbrica, amplià els terrenys per l’est i urbanitzà el carrer de Baix. El 1898, l'empresa Fills de Gaietà Marfà i Cia de Mataró adquirí la fàbrica i en fou propietària fins al 1979, d’aquí el nom popular de la Marfà.
A principis de la dècada del 1980, la fàbrica el negoci passà a mans de Gerona Textil SA, i s'orientà cap a l’elaboració de fibres sintètiques. L'any 2000, la producció es traslladà a Salt i la fàbrica de Santa Eugènia de Ter es clausurà. El 2011, la nau principala, després de ser rehabilitada, es convertí en un nou equipament municipal: l’Espai Marfà, un centre de creació musical que inclou, entre d'altres, la Biblioteca Salvador Allende i espais del Centre Cívic Santa Eugènia.

## Descripció
La fàbrica està desenvolupada en forma de pisos, amb una gran coberta de dues vessants i un frontó amb un petit campanar d'espadanya. Les façanes presenten un únic tipus d'obertura, si bé a la planta inferior són més amples. L'únic element ornamental és una cornisa perimetral que recorre a la part superior de tot l'edifici. Les façanes són arrebossades, coberta amb encavallades.